# Zenona
Zenona – imię żeńskie greckiego pochodzenia, odpowiednik imienia Zenon.
W styczniu 2025 r. w rejestrze PESEL, wśród publicznie dostępnych danych dotyczących osób żyjących, wykazano 6152 kobiety o imieniu Zenona nadanym jako imię pierwsze. Dla porównania – najczęściej nadane imię pierwsze Anna nosi 1068330 kobiet.
Zdrobnienia: Zena, Zenia, Zenka.
Zenona imieniny obchodzi: 14 lutego, 12 kwietnia, 23 czerwca, 9 lipca i 22 grudnia.

## W innych językach[6]
- angielski – Zena, Zenna, Zenina
- macedoński – Zenonka, Zenka
- rumuński – Zina, Zinca
- węgierski – Zenina.

## Kobiety o imieniu Zenona
- Zenona Cieślak-Szymanik – polska poetka
- Zenona Kuranda – polska pielęgniarka i posłanka
- Bożena Mamontowicz-Łojek – polska teatrolog
- Zenona Węgrzynowicz – polska koszykarka i siatkarka.